# Windstraße
Die Windstraße ist eine Straße in der Trierer Innenstadt. 

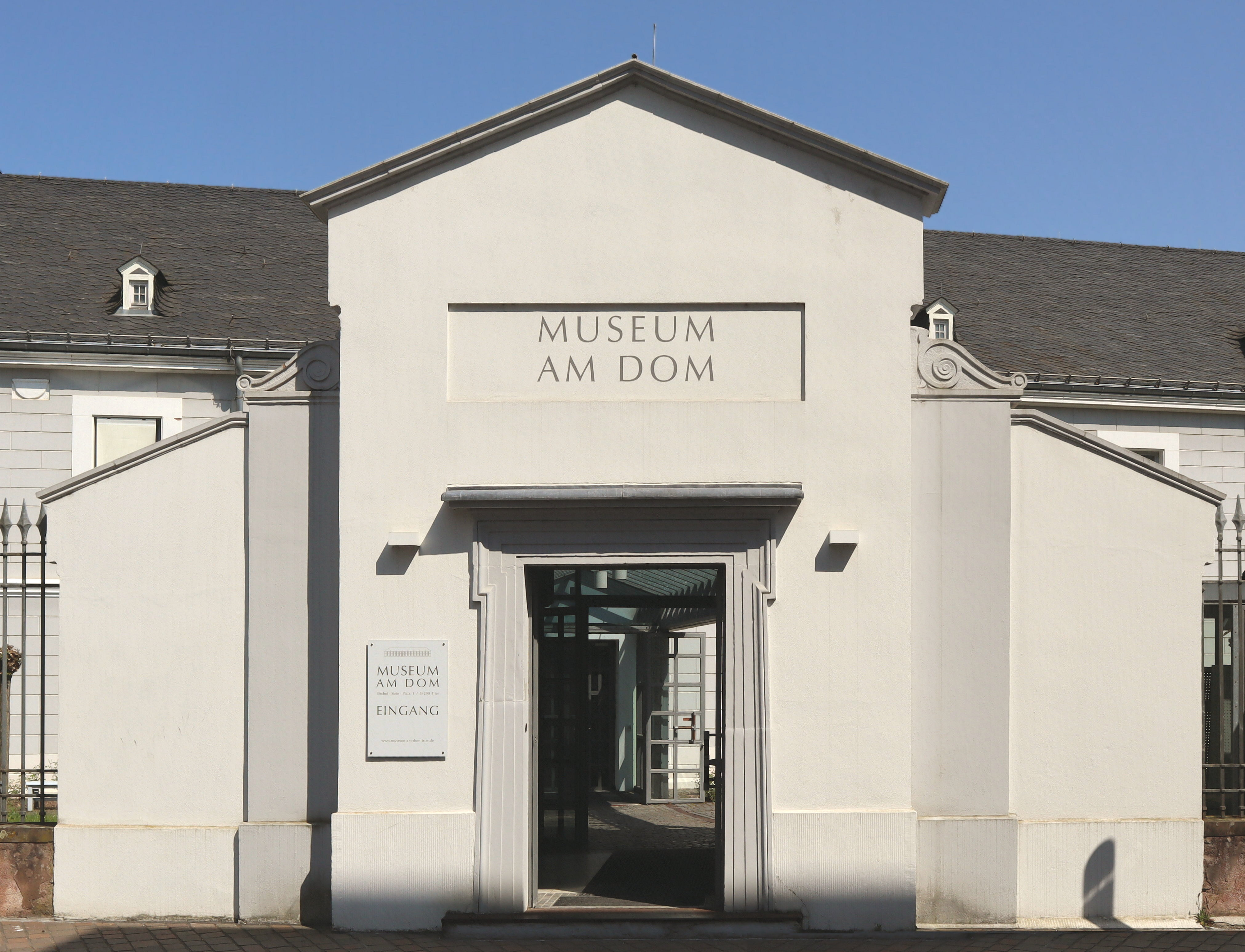
Museum am Dom

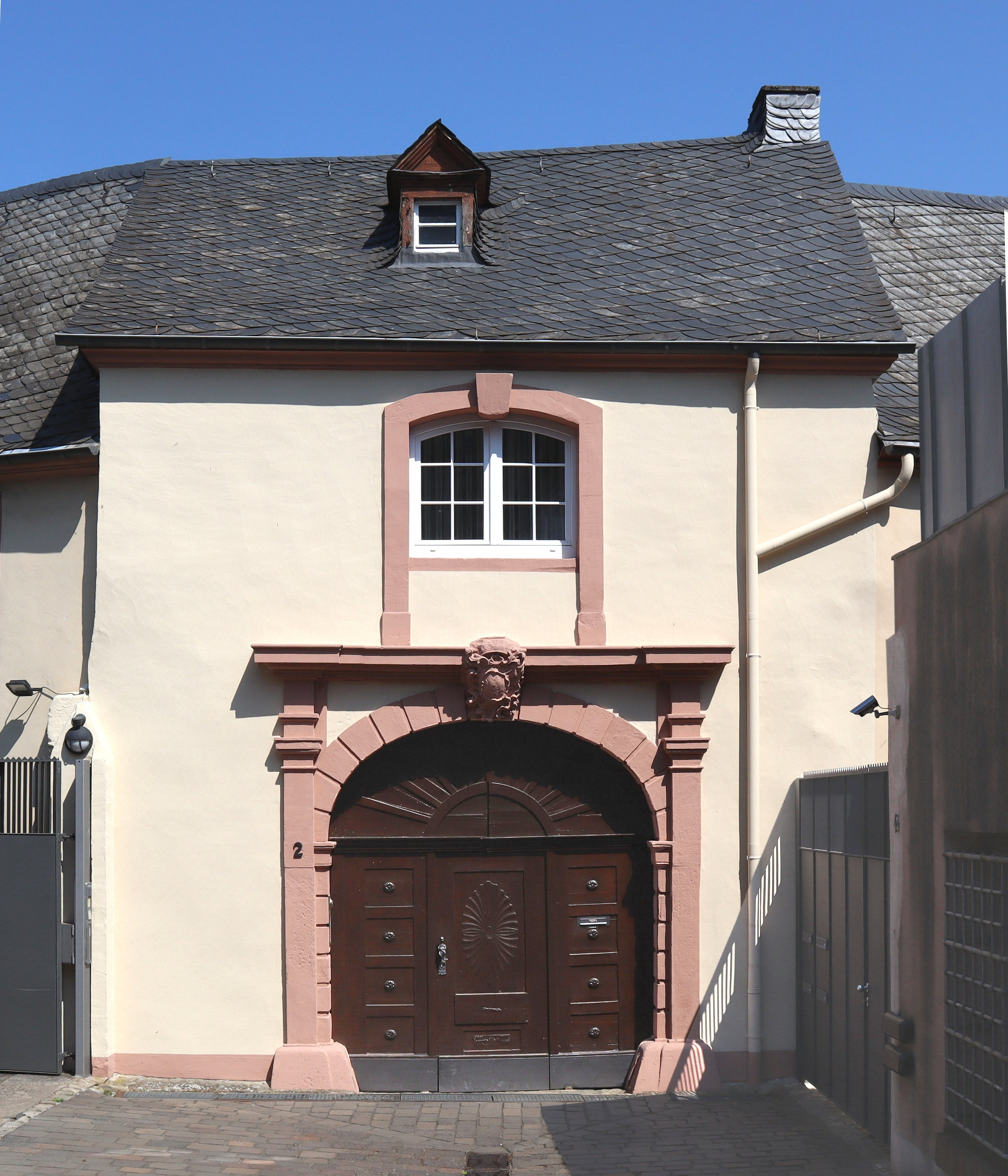
Kurie Quadt

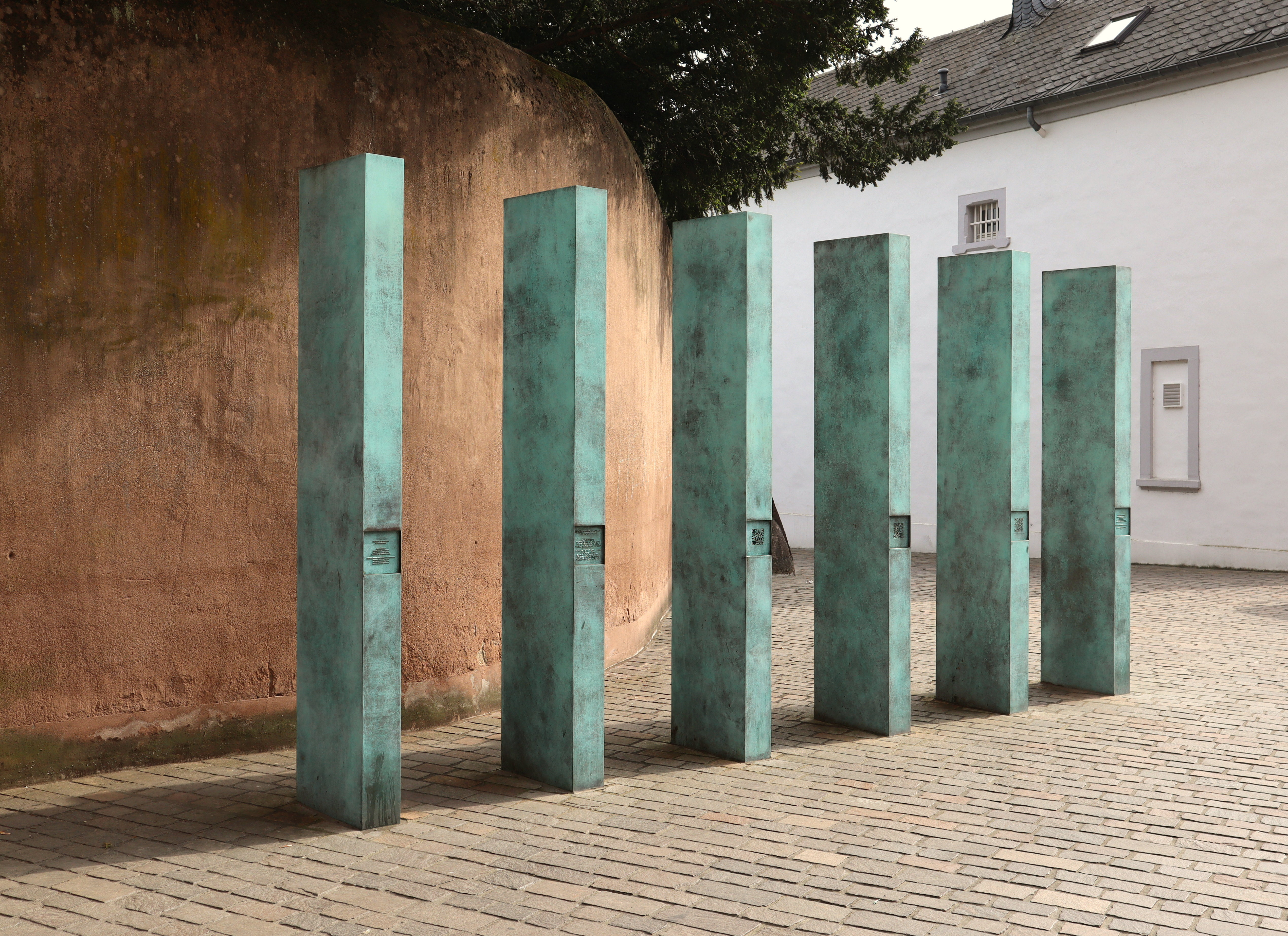
Mahnmal für deportierte Sinti und Roma

## Geschichte und Verlauf
Sie verläuft zwischen  Domfreihof und Balduinstraße. Dabei führt sie unmittelbar an der Nordfassade des Doms vorbei. 
Die westliche Passage der Straße zwischen Dom und Dompropstei ist so eng, dass dort ständig ein starker Durchzug herrscht, wodurch der Name der Straße entstand. Während der vordere Teil mit diesem Namen bereits seit dem Mittelalter belegt ist, existiert der hintere Teil ab der Dominikanerstraße unter diesem Namen erst seit 1863.

## Kulturdenkmäler
An der Straße befinden sich drei Kulturdenkmäler: das Diözesanmuseum, die Kurie Quadt und der Rollingerhof, ein ehemaliges Konviktgebäude.

### Rollingerhof an der Hausnummer 4
Das Konviktgebäude in der Windstraße 4 wurde 1844 von dem Koblenzer Regierungsbauinspektor Johann Claudius von Lassaulx aus schwarzgrauen, kleinformatigen Sandsteinen mit einem zwischenliegenden Sandsteinmauerwerk in Rotgelb errichtet. Das Gebäude ist nicht als regionaltypischer Putzbau ausgeführt, sondern in kleinformatigen Sandsteinen als Sichtmauerwerk, was in Trier unüblich ist. Das Konvikt steht auf einem fast geschosshohen und mit roten Sandsteinplatten verkleideten Sockel. Die Fassade des 19-achsigen und dreigeschossigen Gebäudes ist im Wesentlichen durch zwei Ecklisenen und einen flachen dreiachsigen Mittelrisaliten gegliedert. In den beiden Obergeschossen findet man eine fassadenbündige Sohlbankbänderung. Im Traufbereich wird das Bauwerk durch eine flache Blendarkatur horizontalem Sockel gegliedert. Das Dach ist ein mäßig steiles Walmdach.
An das Gebäude schließt das ehemalige Militärgefängnis an, ebenfalls von Lassaulx erbaut. Es besteht aus einem schlichten rechteckigen und dreigeschossigen Baukörper mit Satteldach. Die Front des Gebäudes ist durch fünf Zwillingsfensterachsen gegliedert. Es nimmt die aufwendige Primärgliederung des Konviktes nicht auf. Farblich lehnt es sich aber an das Konvikt an. Das Konviktgebäude ist insgesamt zwei Jahre älter.

## Mahnmal für deportierte Sinti und Roma
2012 wurde in der Windstraße ein Mahnmal aus Bronze des Bildhauers Clas Steinmann zum Gedenken an die Deportation der Sinti und Roma durch die Nationalsozialisten errichtet.